# Hylaeus tetris
Hylaeus tetris is een vliesvleugelig insect uit de familie Colletidae. De wetenschappelijke naam van de soort is voor het eerst geldig gepubliceerd in 2000 door Dathe.